# Guastalla
Guastalla é uma comuna italiana da região da Emília-Romanha, província de Régio da Emília, com cerca de 13.887 habitantes. Estende-se por uma área de 52 km², tendo uma densidade populacional de 267 hab/km². Faz fronteira com Cadelbosco di Sopra, Dosolo (MN), Gualtieri, Luzzara, Novellara, Reggiolo.

## Demografia
| Variação demográfica do município entre 1861 e 2011                               |
|                                                                                   |
| Fonte: Istituto Nazionale di Statistica (ISTAT) - Elaboração gráfica da Wikipedia |

## Cidade geminada
- Forcalquier - (França)